# 飛騨川大橋

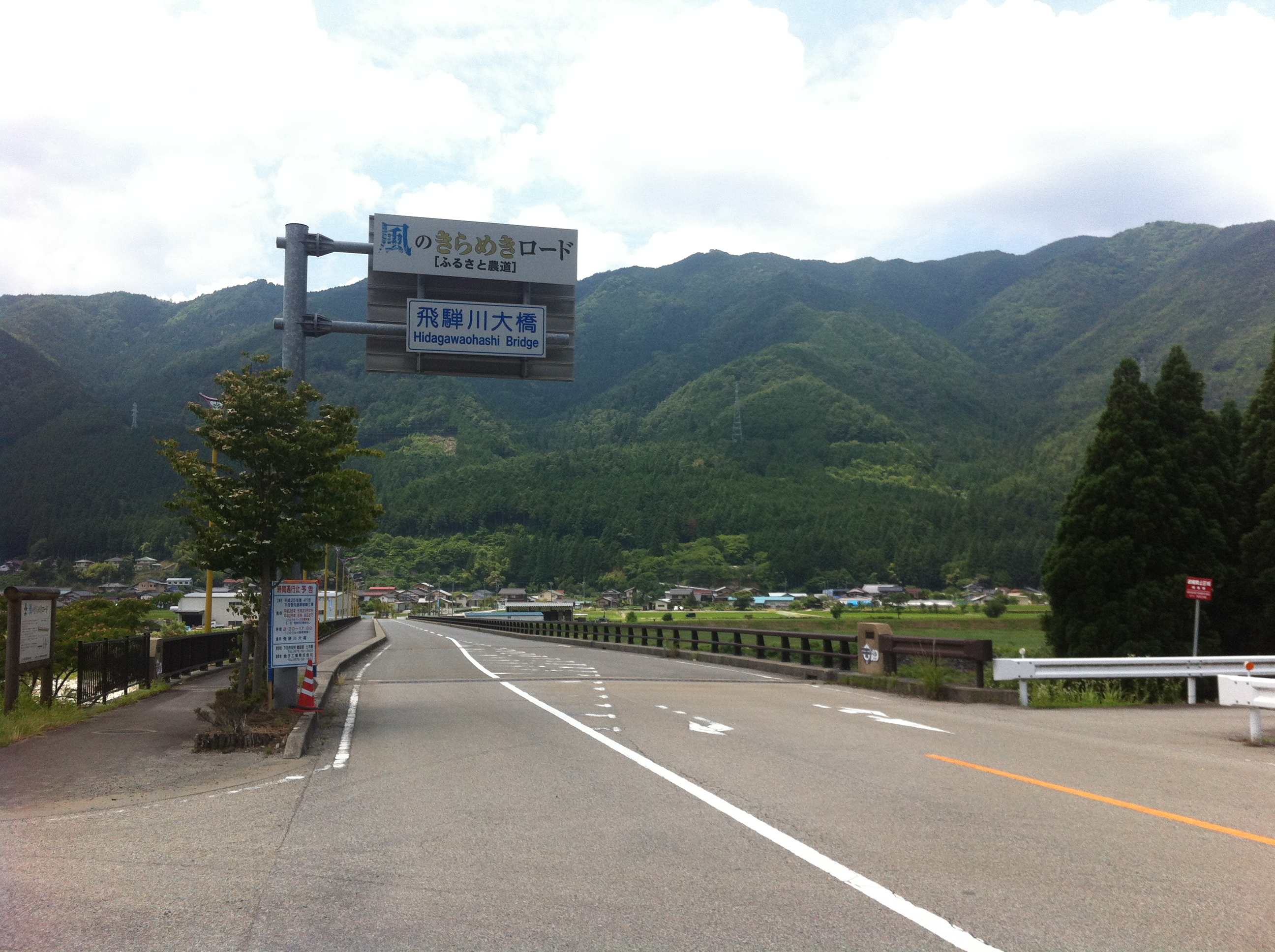
飛騨川大橋

飛騨川大橋（ひだがわおおはし）は、岐阜県下呂市の飛騨川に架かる、農道の橋である。
県営ふるさと農道緊急整備事業として整備された農道である。国道41号と岐阜県道88号下呂小坂線を結ぶ。
照明灯のポールが黄色、照明灯のかさが旧萩原町の町花である萩の色が採用され、遠目からも目立つ。

## 概要
- 供用：2003年（平成15年）
- 延長：273.0m
- 幅：11.75m （車道6.0m 歩道=3.0m）
- 橋の種類：6径RC床橋

5径間連続RC床版箱桁 + 単純非合成RC床版鈑桁
- 区間：岐阜県下呂市萩原町羽根 - 下呂市萩原町上呂

## その他
- 飛騨川大橋と付随する道路、計600mの区間には、「風のきらめきロード」の愛称がつけられている。